# ネオノミコン
『ネオノミコン』(Neonomicon) とは、アラン・ムーアの原作、ジェイセン・バロウズの作画による全4号のコミックブックシリーズ。2010年から翌年にかけて米国のアバター・プレスから刊行された。2003年にコミック化された小説作品「中庭」の続編であり、同じくH・P・ラヴクラフトのクトゥルー神話を題材にしている。2015年から全12号の前日譚『プロビデンス』が出ている。2021年10月に国書刊行会から日本語版単行本が刊行された。
ラヴクラフト作品が暗に描いていた人種や性のテーマをクローズアップした作品だが、それらをコミックというメディアで具体的に描写したことで社会的な批判も受けている。2012年にブラム・ストーカー賞をグラフィックノベル部門で受賞した。

## あらすじ
FBI捜査官メリル・ブレアーズとゴードン・ランパーは精神病院に収容されている元FBIの殺人者アルド・サックスを訪ね、捜査中の事件について助言を求める。サックスはまったく意味をなさない奇妙な言語で回答し、訪問は無為に終わる。サックスが最後に内偵捜査に当たっていた連続殺人事件を調査するうち、ジョニー・カルコサという人物が浮かび上がってくる。その身柄確保は不可解な成り行きで失敗する。
カルコサが残した奇怪なディルドを手掛かりに、ブレアーズらはマサチューセッツ州セイラムに向かう。一般人を装ってセックスショップに赴いた二人は店主によってオカルト信者の親睦会に誘われる。それは地下の汽水プールで行われる乱交パーティーだった。ランパーは不意を突かれて殺され、ブレアーズは輪姦される。川とつながった水路から一体の巨大な魚人が招き入れられ、列席者と交わり始める。
ブレアーズは幽閉され、魚人によって繰り返し犯され続ける。薬物で昏睡したブレアーズの夢にカルコサが現れ、ナイアーラトテップの化身を名乗り、聞き取りにくい言葉で祝福を告げると「ここがルルイエだ」という。目覚めたブレアーズは魚人と会話を試み、その助けで地下から解放される。

## 登場人物
メリル・ブレアーズ
白人女性のFBI捜査官。性依存、アルコール依存、自尊心低下の問題を抱えてしばらく休職していた。ラヴクラフトの著作に詳しく、メタフィクショナルな解説役も務める。
ゴードン・ランパー
黒人男性のFBI捜査官。既婚者で、ブレアーズとは息の合ったパートナーである。
アルド・サックス
同性愛嫌悪、ユダヤ嫌悪の傾向がある男性。前編「中庭」の主人公で、本編では殺人者として拘留されている。連続儀式殺人の捜査中にジョニー・カルコサと接触したらしい。
カール・パールマン
ブレアーズらの上官で、初老の白人男性。ブレアーズが精神的に不安定だった時期に関係を持ったことがある。
ジョニー・カルコサ
常にバンダナのようなもので顔の下半分を隠している人物で、摩擦音の多い独特の喋り方をする。特殊な薬物を売買しており、事件の鍵を握ると見られている。

## 制作背景

### 原作
原作者のムーアは本作について「これまで書いた中で一番不愉快な内容」「最もどす黒く、最も厭世的な作品の一つ」と語っている。ムーアによると、それには執筆当時の精神状態が影響していた。強く反対していた『ウォッチメン』のハリウッド映画化（2009年）を版元DCコミックスによって強行され、憤懣の余りアメリカズ・ベスト・コミックス (ABC) ラインを打ち切ってメインストリーム・コミック界と絶縁したところだった。ムーアはそれ以前からDCとの間に遺恨を抱えており、他社のために企画していたABCが企業買収によってDCに取得されたこともまったく本意ではなかった。「巨大エンターテインメント産業コングロマリット」への怒りは、妥協なきホラー要素の追求として本作に現れているという。
DCからの離脱は経済的な苦境をもたらした。税金数千ドルの支払いに迫られたムーアは、作品の著作権を要求しない小出版社アバター・プレスからのオファーを受けた。「4号のシリーズを書くつもりがあるならいくらか出せると言われたんで、そうした」。アバターはホラー作品を依頼しただけで題材に制約を課さなかったが、ムーアはさらに踏み込んで「勃起や挿入」を描いても構わないという言質を取った。
ムーアが持っていた構想は、過去に短編小説「中庭 (The Courtyard)」で扱ったクトゥルー神話テーマの再訪だった。1994年に編まれたアンソロジー The Starry Wisdom: A Tribute to H. P. Lovecraft で発表された「中庭」は、2003年にアントニー・ジョンストン（翻案）とジェイセン・バロウズ（作画）によって全2号でコミック化されていた。アバターは「中庭」のほかにもムーアのクトゥルー小説を原作としたシリーズ『ユゴス・カルチャーズ』を出していた。ムーアはこれらの出来に満足しており、コミックオリジナルのクトゥルー神話を共作する相手にバロウズを選んだ。
単なるラヴクラフトの模作にとどまらないものを書くためのアイディアは二つあった。一つは作品から1930年代の雰囲気を排除して現代的なリアリズムを持ち込むことである。ムーアは現代的な描写の例としてテレビドラマ『The Wire』の「現実らしさ、ナチュラリズム」を挙げている。もう一つは、ラヴクラフト自身が抑圧し、模作者たちが避けて通ってきた要素を正面から扱うことだった。「人種差別主義、反ユダヤ主義、性差別主義、性嫌悪」である。ムーアはラヴクラフトの作品集（2014年）に寄せた序文でこう書いている。
ラヴクラフトの作品や信条を生み出したのは、この世のものならぬ怪異への恐怖などではなく、現代世界で起きている権力関係や価値観の推移を何より恐れる白人・中産階級・異性愛者・プロテスタント系・男性のそれにほかならない。
『インスマウスの影』などが異種族混交を扱っているのは明らかであるにもかかわらず、ラヴクラフト作品で性行為が具体的に描かれることはなく、「名状しがたい儀式」「冒涜的な儀式」のような婉曲な表現が用いられる。「そこでこう考えた。人種がらみの不快な要素をぜんぶ表に出してやる。セックスも表に出してやる。本物の「名状しがたい儀式」を作り出して、それに名前を付けてやる」。

### 作画
作画のジェイセン・バロウズは「中庭」に続編があるとは思っていなかったが、アラン・ムーアの作品に再び関われるのは歓迎だった。ムーアのスクリプトは長大なことで悪名高く、コマの完全な構図や詳細なディテールがあらかじめ指定されているほか、演出意図や背景知識までが豊富に書き込まれている。バロウズはそのようにして埋め込まれた重層的なサブテキストがムーアのストーリーテリングを特別なものにしていると語っている。ムーアは共作者にスクリプトからの逸脱を許しているが、バロウズはほとんど強迫的に原作のヴィジョンを再現しようとした。
すっきりした線でディテールを明瞭に描くのをモットーとするバロウズは、クトゥルー神話特有の「名状しがたい」怪物を描くにあたっても実験的な抽象描写を避けた。しかしミステリアスな部分を残さなければホラーにならないため、質感の異様さを強調したり、何らかの光学的効果を取り入れることで、克明ながらも全容を把握できないようにしたのだった。バロウズはそのような怪物の見せ方の例として、『遊星からの物体X』や、『AKIRA』の鉄雄を例に挙げている。作中で描かれる深きもののデザインは古典的なアマゾンの半魚人から出発したが、水泳選手マイケル・フェルプスの体形をモデルにして大幅にリファインされた。

## 作風とテーマ
コミック弁護基金は本作をムーアの「古典文学の登場人物やテーマをポストモダンの物語に流用する」作品の系譜に位置づけている。クトゥルー神話の要素は作中に豊富に取り入れられているが、原典の忠実な再現ではなく、作中作としてのラヴクラフト作品の引用という形で提示される。メタフィクション的な仕掛けによって現実と創作の境を壊すのは『リーグ・オブ・エクストラオーディナリー・ジェントルメン』など後年のムーア作品に共通する傾向である。「概念や物語が現実を規定する」という作者の思想は、作中の「アクロ」にも反映されている。アクロはアーサー・マッケンが作り出し、ラヴクラフトが自作に取り入れた神秘的な古代言語だが、本作では人間の認知と意識を侵食する力を持つとされた。
重厚な原典とは裏腹に刑事ドラマの軽快なトーンで語られており、ドラマとしてもきっちりと構成されている。『サイファイナウ』誌のレビューによると、長年にわたる執筆活動の中でムーアの関心は単純なストーリーテリングから「概念のかさぶたを剥いでまわる」ことに移ってきたが、本作はどちらの要素も十分に備えている。
ラヴクラフト作品では間接的にしか描かれない人種差別や性差別、また性行為への執着と嫌悪を正面から取り扱っている。物語の中心には暴力的なレイプがあり、その描写はムーア自身「やりすぎ」を危惧したほど徹底している。ティム・キャラハンは本作を「飛びぬけて容赦なく、非道く、不快なコミック」と呼び、ムーアが過去に書いたグロテスクな作品が「ジャンル脱構築」として一歩引いた位置から読めたのとは異なると述べている。女性に対する性暴力はムーア作品に頻出するが、本作のそれをミソジニーと解釈すべきかについてはさまざまな議論がある。
ジェイセン・バロウズのアートについては、煽情的なホラーコミックというより「映画のスチル写真」のような明瞭な絵が、現実と狂気が交錯する本作のストーリーと好相性だと評されている。ウェブメディアAin't It Cool Newsは、ムーアの代表作『ウォッチメン』の作画家デイヴ・ギボンズと同じく「派手さはないが、フォルムと空間の描写が緊密でリアリスティック」だとした。『SFX』誌もディテールへの気配りと構図の妙、さらに「セックスとゴアを正確に容赦なく描く能力」がムーアの作風に合っていると述べている。

## 社会的評価

### 評価
2012年3月、ブラム・ストーカー賞に新設されたグラフィックノベル部門の初受賞作品となった。2011年に出た単行本はペーパーバック版、ハードカバー版の両者が『ニューヨーク・タイムズ』紙ベストセラーリストに載っている。同紙は2020年に「斬新な視点や雰囲気」を持つラヴクラフトの翻案作品の一つに本作を挙げ、「殺人、陰謀、悪質な麻薬、もっと悪質な性魔術 … のごった煮」と紹介した。ウェブメディアCBRはラヴクラフト愛好者向きのコミックを紹介する記事で本作に触れ、ムーアを「ラヴクラフトに始まる濃密な神話を完全に我が物としてさらに進歩させたトップクリエイターの一人」と呼んだ。
書評家豊崎由美は本作をジェイセン・バロウズのすばらしい画業 … おぞましいのに一瞬たりとも目をそらせない不穏な美と称賛し、クトゥルー神話ファン以外にも勧められる傑作だとした。

### 批判
2012年、米国サウスカロライナ州のある図書館で本書の利用が禁じられる事件があった。14歳の少女が成人用の書架から本書を借り出そうとしたのが発端である。一見して子供向けのコミック本だと判断した母親は借り出し許可を与えたが、後に内容を知って図書館に正式に抗議した。図書館は書架から本書を除去し、作品の価値と「不快な内容 (disturbing content)」を勘案して所蔵に値しないと判断したと述べた。問題の図書館で「人種差別、レイプ、殺人、性行為」を扱った書籍が一切利用できないわけではないが、本書は特に絵による直接的な表現が問題にされた。これを受けて、コミック弁護基金、全米反検閲連合、自由な表現を支持するアメリカ小売書店協会は連名で図書館に書簡を送って本書を擁護した。
『ネオノミコン』は … 人種、犯罪、性行動という複雑な問題を掘り下げている。… 絵で表現するグラフィックノベル・メディアの性質を活かしてラヴクラフトの原典が扱っていた主題を徹底的に追求し、ラヴクラフトばかりかホラージャンル自体への批評となさしめている。不快感を与えるように意図された暴力的な性描写は、ジャンル全体でそのような主題がどう扱われているかを批判的に論じたものである。… 批評家からの絶賛が証明しているように、本書の芸術的価値は性的要素に支えられているのであって、性的要素によって損なわれているのではない。
また同時に、成人読者からも本書の利用機会を奪うのは憲法で禁じられた検閲に当たると主張した。
アメリカ図書館協会知的自由部は後に、2010年代に図書館や学校から排除された書籍100冊の中に本書を挙げている。

## 単行本
全一冊の単行本がアバター・プレスからハードカバー版とソフトカバー版で刊行されている。どちらの版もカラー化した『中庭』を収録している。
- Neonomicon (176ページ、ハードカバー、2011年11月、ISBN 1-59291-131-5)
- Neonomicon (176ページ、ペーパーバック、2011年11月、ISBN 1-59291-130-7)

日本語版は2014年9月に学研から刊行が予定されていたが、発売前に中止された。2021年10月に国書刊行会から刊行が実現した。全4巻のシリーズで、第1巻は「ネオノミコン」とコミック版「中庭」からなり、第2～4巻には前日譚『プロビデンス』が収録される。翻訳は柳下毅一郎による。
- 〈ネオノミコン〉シリーズ第1巻『ネオノミコン』（184ページ、ハードカバー、2021年10月、ISBN 978-4-336-07268-9）